# Berschbach
Berschbach (luxembourgeois : Bierschbech) est un village du Luxembourg situé dans la commune de Mersch dans le canton de Mersch.